# الخطايا (فلم)
الخطايا فيلم مصري من إنتاج سنة 1962 واخراج حسن الإمام. الفيلم ضمن قائمة أفضل مئة فيلم في تاريخ السينما المصرية.

## قصة الفيلم
(إحسان) سيدة لديها سر دفين في حياتها فهي متزوجة من المحامي (محمود) ولديها ولدان (حسين) و(أحمد)، يظهر من الأب فرق في المعاملة بين الأخين في الوقت ذاته، يتعلق حسين بحب زميلته (سهير )، ولكن والده يرفض أن يزوجها له ويقرر تزويجها لأخوه أحمد وهو أمر غريب لم يستطع أحد أن يفسره، حتى يبوح محمود بالسر الحقيقي وراء موقفه ذلك مفجرا مفاجأة غير متوقعة.

## فريق العمل
- إخراج: حسن الإمام
- تمثيل:
  - عبد الحليم حافظ
  - حسن يوسف
  - نادية لطفي
  - مديحة يسري
  - عماد حمدي
  - فاخر فاخر

## أغاني الفيلم
- الحلوة

تأليف مرسي جميل عزيز ، ألحان كمال الطويل ، توزيع علي إسماعيل
- لست أدري[4]

تأليف إيليا أبو ماضي ، ألحان محمد عبد الوهاب ، توزيع علي إسماعيل
- مغرور

تأليف محمد حلاوة ، ألحان محمد الموجي ، توزيع علي إسماعيل
- قوللي حاجة

تأليف حسين السيد ، ألحان محمد عبد الوهاب ، توزيع علي إسماعيل
- وحياة قلبي وأفراحه

تأليف فتحي قورة ، ألحان منير مراد ، توزيع علي إسماعيل

## روابط خارجية
- مقالات تستعمل روابط فنية بلا صلة مع ويكي بيانات